# .hk
.hk je vrhovna internetska domena (country code top-level domain - ccTLD) za Hong Kong. Domenom upravlja Hong Kong Domain Name Registration Company Ltd.

## Vanjske poveznice
- IANA .hk whois informacija  Arhivirana inačica izvorne stranice od 30. prosinca 2005. (Wayback Machine)